# طرخشقون تبتي
طرخشقون تبتي (باللاتينية: Taraxacum tibetanum) هو نوع نباتي يتبع جنس الطرخشقون من القبيلة الشيكورية.